# 4860 Gubbio
A 4860 Gubbio (ideiglenes jelöléssel 1987 EP) a Naprendszer kisbolygóövében található aszteroida. Edward L. G. Bowell fedezte fel 1987. március 3-án.